# Anne Sinclair
Anne Sinclair (Nova York, 15 de juliol de 1948) és una famosa periodista francesa. Conegué una gran notorietat a França com a presentadora de nombrosos programes informatius, entre els quals destaca el programa polític 7 sur 7, del primer canal de televisió francès TF1, que animà entre 1984 i 1997.
D'ençà el 23 de gener de 2012 assumeix la direcció editorial de la versió francesa del Huffington Post nascuda aquell mateix dia.
Va ser la muller de l'economista, polític i exdirector de l'FMI Dominique Strauss-Kahn, de qui es va divorciar el 2013.

## Obres
- Une année particulière (1982)
- Deux ou trois choses que je sais d'eux (1997)
- Caméra subjective (2002)
- 21 Rue La Boétie (2012)